# Cindy Blackman
Pour les articles homonymes, voir Blackman.
Cindy Blackman est une batteuse américaine, née le 18 novembre 1959 à Yellow Springs (Ohio) dans une famille de musiciens. Blackman a enregistré de nombreux albums de jazz à son nom, et a joué avec Pharoah Sanders, Sonny Simmons, Ron Carter, Sam Rivers, Cassandra Wilson, Angela Bofill, Buckethead, Bill Laswell, Lenny Kravitz, et Joe Henderson. Très tôt dans sa carrière, elle est marquée par un concert du batteur Tony Williams, qui deviendra son influence majeure. Le jazz est son style de prédilection ; elle déclare même dans Multiplicity, une vidéo pédagogique qu'elle enregistre en 1997 : « Pour moi, le jazz est le style de musique suprême, du fait de la créativité qui y est requise. » 
Elle est également mariée au guitariste de rock Carlos Santana depuis 2010.

## Biographie et carrière

### Enfance et débuts
Cindy Blackman naît dans une famille de musiciens : sa mère et sa grand-mère étaient toutes les deux musiciennes classiques et son oncle était vibraphoniste . « Quand elle était jeune, ma mère jouait du violon dans des orchestres classiques ; et sa propre mère était d'ailleurs musicienne classique. Avant, ma mère m'emmenait à des concerts de classique », raconte Blackman. « Mon père aimait le jazz - du genre Miles Davis, Ahmad Jamal. »
Sa première initiation à la batterie s'est passée quand elle avait 7 ans, à Yellow Springs (Ohio), sa ville natale. Alors qu'elle était à une fête chez des amis, elle tombe sur une batterie en allant aux toilettes et s'y jette immédiatement. « J'ai tout de suite été frappée, profondément, rien qu'en la regardant. Je me suis sentie parfaitement à l'aise à la seconde où je l'ai vue. » dit-elle. « Et puis, quand j'ai joué, c'était genre, wow, c'est exactement moi. C'est complètement naturel pour moi. C'est comme de respirer. Ce n'était pas du tout difficile, ni gênant. » 
Après cette initiation à la batterie, Blackman commence à jouer dans le groupe de son école et persuade ses parents de lui acheter une batterie-jouet à sept ans,. « Bien sûr, elle s'est cassée en quelques jours », dit-elle. « La seule chose que j'entendais à la maison, c'était: "on n'est pas vraiment sûrs que tu puisses jouer de la batterie ; parce que de un, ça fait du bruit, et de deux, ça coûte très cher." » Certaines personnes lui demandent pourquoi elle n'a pas plutôt commencé le violon ou la flûte, comme les autres filles. « J'ai appris très tôt - quand j'avais 13 ans - que si je me concentre sur ce genre d'attitude, je ne progresse pas du tout. » révèle Blackman. « S'ils ne paient pas mon hypothèque, je m'en fiche de ce qu'ils pensent. »

### Formation et influences
À 11 ans, Blackman déménage à Bristol (Connecticut), pour étudier à la Hartt School of Music à Hartford (Connecticut). Elle commence à s'intéresser au jazz à l'âge de 13 ans, après avoir écouté Max Roach, et acquiert sa première batterie professionnelle à 14 ans,. « Le jazz était le truc le plus intrigant pour moi, à cause du challenge qu'il implique », dit-elle. « Quand on m'a montré que sur ces disques, les batteurs jouaient avec leurs quatre membres indépendamment, je me suis dit “Vraiment ?! C'est ça qu'ils sont en train de faire ? C'est ça que Max Roach fait sur ce disque ? Oh ! D'accord !” »
Elle est très tôt influencée par le batteur Tony Williams. « Le premier batteur que j'ai vu, chez qui j'ai pu vraiment sentir l'effet de près, c'est Tony Williams », écrit Blackman. « Quand j'avais 16 ans, Tony est venu dans le magasin de batterie près de chez moi, accompagné d'un bassiste, et a donné un cours qui m'a laissé une impression très forte. Et je me suis dit que ça devrait être ça, jouer de la batterie: les batteurs devraient avoir beaucoup d'impact, et un très bon son, sans se limiter au rôle conventionnel qui leur est attribué dans les groupes. La batterie devrait s'exprimer aussi librement que n'importe qui. » Blackman raconte que la manière qu'avait Williams d'attaquer la batterie avec les quatre membres l'a énormément influencée. « J'aime et j'aimais tout de Tony », dit-elle. « Pour moi, il n'était pas seulement un maître de la technique, un maître de la batterie, le plus grand innovateur de son époque, mais aussi un innovateur au niveau du son. Il faisait tellement de choses qui élevaient le son, et élevaient le niveau de compétence requis pour jouer ce type de musique. » Mais même si l'on parle souvent de Blackman comme une disciple de Tony Williams, elle suit sa propre route. « D'un côté, ça ne me dérange pas du tout d'être associée et dans la lignée d'un tel maître de cet instrument - d'accord, je ne suis peut-être pas là où j'aimerais être, mais je suis sur la bonne route », dit Blackman. « Mais d'un autre côté, ça ne m'intéresse pas d'être une clone. Tout ce que je fais, je le fais toujours dans l'optique d'exporter ce qu'il a pu faire, ou de pousser la musique d'une manière différente. »
Blackman déménage à Boston pour étudier au Berklee College of Music avec le batteur Alan Dawson, qui fut l'un des professeurs de Tony Williams. « La méthode d'Alan était incroyable en ce qui concerne la coordination et l'indépendance, pour apprendre à coordonner ses membres, ses mains », se souvient-elle.

### Arrivée à New-York
Alors qu'elle était à Berklee, un ami la recommande pour jouer un concert avec The Drifters. Blackman quitte alors l'université après trois semestres et déménage à New York en 1982. Blackman y travaille comme artiste de rue, mais a aussi l'opportunité de pouvoir s'imprégner de ce qui s'y passe musicalement. « J'ai cherché Art Blakey, j'ai cherché Elvin Jones, Philly Joe Jones, Roy Haynes, Tony Williams. J'ai vu tellement de grands batteurs, comme Ed Blackwell, Billy Higgins et Louis Hayes. J'ai vu Al Foster jouer pas mal de fois, Billy Hart, Jack DeJohnette. Tous ces gens sont à New York, donc j'ai pu les voir faire leur travail. »
Alors qu'elle est à New York, Art Blakey devient une de ses influences majeures. « Il était vraiment comme un père pour moi. J'ai énormément appris rien qu'en le regardant. Je lui ai posé beaucoup de questions sur la batterie et sur la musique - il a répondu a tout. Il était fantastique », se souvient-elle .
Au début, Blackman a rencontré beaucoup de résistance, du fait d'être une femme batteuse dans le monde du jazz. « Je suis une femme afro-américaine, donc j'ai fait face aux préjugés racistes, et aux préjugés sexistes. J'ai aussi fait face à des préjugés les fois où j'avais mon afro. Mais j'ai aussi fait face à des préjugés sur mes opinions musicales... Ce que j'ai appris, c'est qu'il faut complètement ignorer tout cela. »

### Premières compositions et enregistrements
En 1984, Blackman apparaît dans l'émission de Ted Curson Jazz Stars of the Future sur WKCR-FM (en) à New-York.
En 1987, ses premières compositions apparaissent dans l'album Verses (en) de Wallace Roney. Quand un exécutif de chez Muse Records entend cet enregistrement, il offre à Blackman un contrat qui la mènera à son propre projet.
En 1988 sort Arcane (en), son premier album en tant que leadeuse. Elle l'enregistre aux côtés de Wallace Roney à la trompette, Kenny Garrett au saxophone alto, Joe Henderson au saxophone ténor, Buster Williams et Clarence Seay (en) à la contrebasse, et Larry Willis au piano. Elle enregistre un second album en 1994, cette fois en quartette, intitulé Telepathy du fait de la communication particulièrement efficace entre les membres du groupe.

### Travail avec Lenny Kravitz
Cindy Blackman est connue du public rock pour avoir accompagné à la batterie Lenny Kravitz lors de ses concerts. Leur rencontre remonte à 1993: il avait alors téléphoné Cindy, qui était à New York, depuis Los Angeles, lui demandant de lui jouer de la batterie pour lui au bout du fil. En l'entendant, il lui demande immédiatement de la rejoindre à Los Angeles. Elle s'y rendra le lendemain de leur conversation, pour y rester deux semaines en studio et enregistrer la vidéo de Are You Gonna Go My Way.
Blackman raconte avoir été très impressionnée durant son premier concert avec Kravitz. Alors qu'elle avait l'habitude des clubs de jazz intimistes, elle devait jouer en plein air, devant 70 000 personnes, au festival Pinkpop. « J'ai failli devenir folle, je chancelais » raconte-t-elle. « J'étais désorientée ; il a fallu que j'arrête de regarder pour me concentrer. »
Elle travaillera majoritairement en tant que batteuse de tournée pour Kravitz, pour l'accompagner en live ; celui-ci ayant l'habitude d'enregistrer lui-même la batterie sur ses albums. Le seul morceau qu'elle enregistrera avec lui est Straight Cold Player, sur l'album 5 (1998). En 2002, Lenny Kravitz déclare: « Cindy est la reine du groupe. Elle a quitté le jazz pour le rock et a dû apprendre un tout nouveau style. Aujourd'hui, elle est la meilleure batteuse qu'on puisse avoir. » 
Bien que son travail avec Kravitz soit très différent de son travail habituel dans le jazz, elle déclare l'apprécier beaucoup, et aime l'expérience des concerts devant une audience large. En 2004, elle annonce toutefois dans un article publié par la National Public Radio qu'elle a l'intention de quitter le groupe de Kravitz pour se consacrer entièrement à sa propre musique et revenir au jazz,. Mais elle reviendra quelques années plus tard, pour accompagner le dixième album de Kravitz, Strut, et l'accompagner dans sa tournée en 2015.

### Retour au jazz
En 2005, après avoir quitté le groupe de Kravitz, Blackman sort l'album Music for the New Millenium sur son label Sacred Sounds. Cet album, qui prend ses racines dans la tradition sans être de la musique traditionnelle, est entièrement écrit bien que très expérimental.
Blackman continue son parcours à Brooklyn, quartier de New-York, ville qu'elle apprécie énormément pour sa diversité et son histoire musicale. Elle continue à préférer jouer dans des petits clubs, en acoustique, dans des ambiances intimistes.
Elle voyage également beaucoup pour donner des masterclass à travers le monde. En septembre 2007, elle tourne en Amérique du Sud, et donne des cours en Argentine, au Chili, au Brésil, et donne un concert le 30 novembre avec son quartet pour le Art After 5 au Philadelphia Museum of Art.
En 2010, sort Another Lifetime, son premier album en hommage à Tony Williams, son mentor et inspiration majeure. Il est enregistré avec Mike Stern à la guitare et avec l'organiste Doug Carn (en), pour suivre la composition du groupe d'origine de Williams, The Tony Williams Lifetime (en). Joe Lovano, Patrice Rushen et Vernon Reid y apparaissent en tant qu'invités. Reid sera le guitariste soliste sur son second album en hommage à Williams, Spectrum Road (2012), une collaboration entre Blackman, Reid, John Medeski (en) à l'orgue, et l'ancien bassiste du Lifetime d'origine et du groupe de rock Cream, Jack Bruce. Bruce chante également sur trois morceaux de l'album, et Blackman elle-même prête sa voix sur Where, un morceau initialement écrit par John McLaughlin (guitariste du Lifetime) et chanté par Williams lui-même sur l'album Emergency! (en) (1969). Ce morceau apparaissait par ailleurs déjà sur l'album Another Lifetime de Blackman, dans une version instrumentale.
En 2011, elle joue au Montreux Jazz Festival en Suisse pour accompagner son mari Carlos Santana en live pour ses retrouvailles avec John McLaughlin.

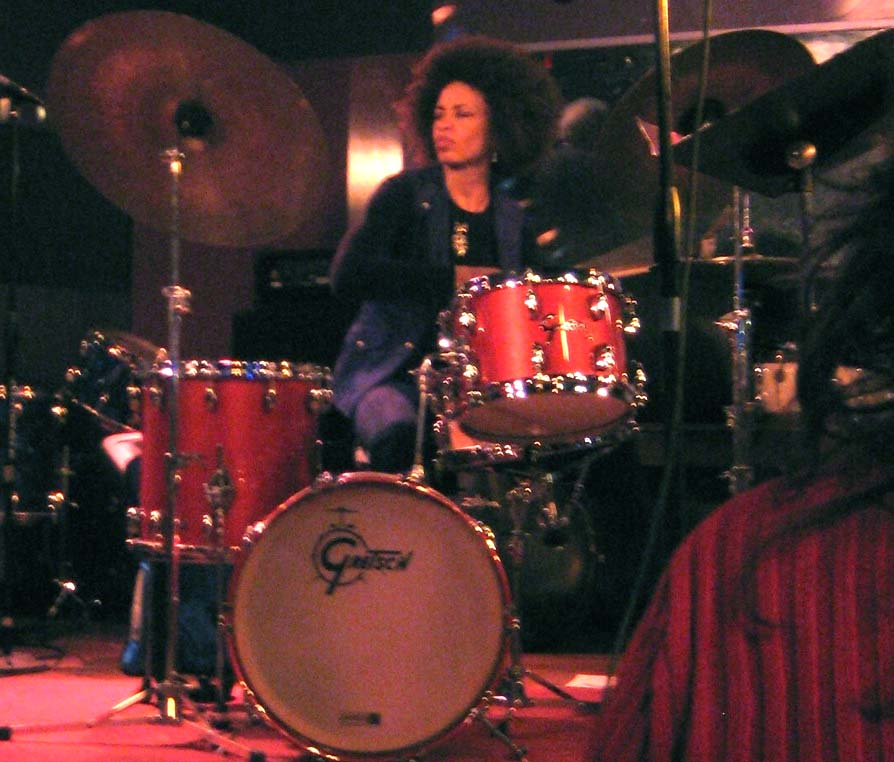
Cindy Blackman à l'Iridium (New York) en 2007…
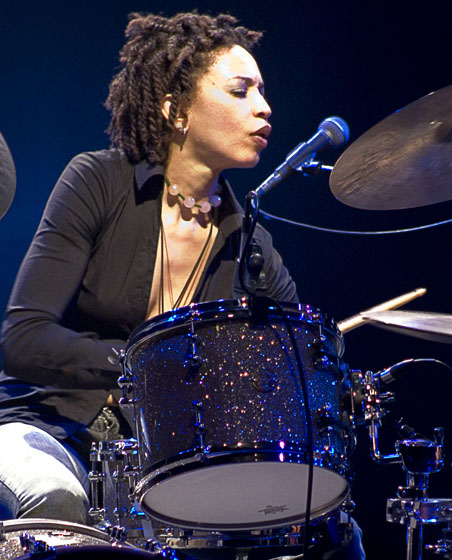
…au Sesc Pompeia (São Paulo) en 2007…
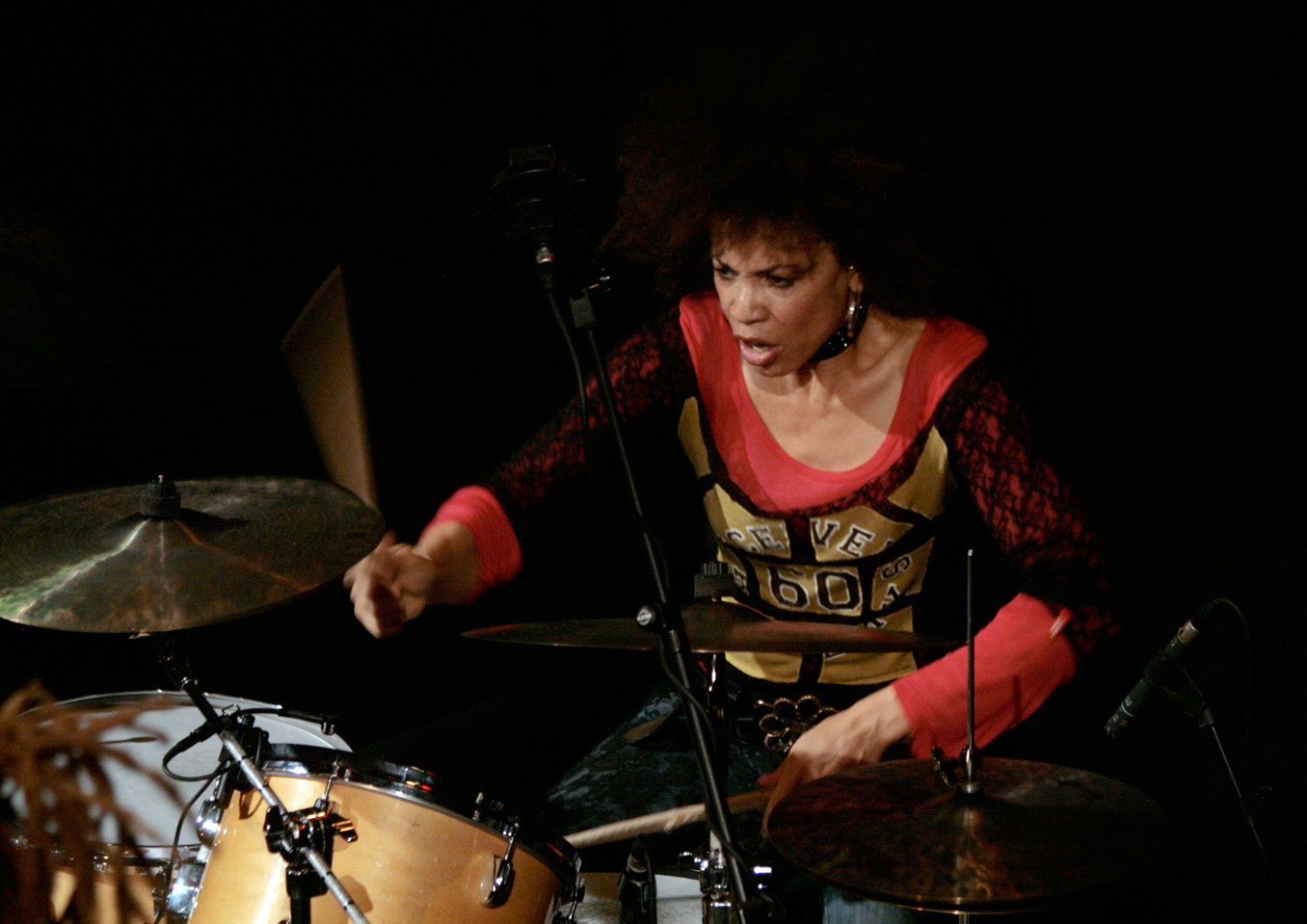
…et au Porgy & Bess à Vienne en 2009.

## Vie privée et aspirations musicales

### Aspirations
Blackman déclare que son but est de devenir une musicienne virtuose. Ce qui revient, selon elle, à avoir la capacité de dire tout ce qu'on veut avec son instrument, à n'importe quel moment. Elle décrit sa musique comme « complètement créative » et cherche à développer l'improvisation autant qu'il est possible par le jazz. Elle se dit très honorée de pouvoir jouer de la musique: « c'est un honneur, c'est une bénédiction », déclare-t-elle dans une interview en 2008.

### Spiritualité
Blackman a fait partie de l'église baptiste pendant son adolescence, mais devient partisane du Bahaïsme à ses 18 ans et commence a étudier la Kabbale dans les années 2000. Elle cultive beaucoup la spiritualité dans sa musicalité : pour elle, la musique est sacrée et se rapporte au travail de la prière, car transcendante.

### Rôle en tant que musicienne
Blackman est une rareté au sein de la communauté jazz, en tant que percussionniste. Elle regrette que les femmes se limitent et soient limitées à un nombre restreint d'instruments, du fait de nombreux stigmates liés aux femmes instrumentistes. Elle déclare pour sa part vouloir développer ses projets musicaux en dépit de tout cela, puisant dans les modèles que sont sa mère violoniste et sa grand-mère pianiste de classique, et ne laisse pas les stéréotypes la dissuader. Elle raconte que même si elle avait dû se limiter à faire de la batterie dans sa cave toute sa vie à cause de son genre, elle l'aurait fait.
Elle est convaincue que la musique n'a rien à faire avec la question du genre. Elle fait de la batterie parce qu'elle aime jouer de la musique, et la réflexion devrait, selon elle, s'arrêter à ce critère-là. Les caractéristiques physiques et les différences de croyances et d'opinions n'ont aucune importance pour elle.

### Vie privée
En 2010, Blackman accompagne Carlos Santana en tant que batteuse pour sa tournée. Le 9 juillet, lors d'un concert à Tinley Park (Illinois), Santana la demande en mariage sur scène, juste après un solo de batterie. Il se marient à Hawaii, le 19 décembre 2010.

## Discographie
- Arcane avec Wallace Roney, Joe Henderson, Kenny Garrett, Larry Willis, Buster Williams et Clarence Seay (Muse, 1987).
- Cindy Blackman trio. "Autumn Leaves" avec Charnett moffett basse/Marc Coen piano/Cindy Blackman batterie. Label Crown Tokuma .1989
- Trio + Two avec Santi Debriano, David Fiuczynski, Greg Osby et Jerry Gonzalez (Free Lance, 1991)
- Code Red avec Steve Coleman, Wallace Roney, Kenny Baron, Lonnie Plaxico (Muse, 1992)
- Telepathy avec Antoine Roney, Jacky Terrasson, Clarence Seay (Muse, 1994)
- The Oracle avec Gary Bartz, Kenny Barron, Ron Carter (Muse, 1996)
- Black Night – Deep Purple Tribute According to New York avec TM Stevens, Stevie Salas, Corey Glover, Richie Kotzen (Revolver, 1997)
- In The Now avec Ravi Coltrane, Jacky Terrasson, Ron Carter (HighNote, 1998)
- Works on Canvas avec J.D. Allen III, Carlton Holmes, George Mitchell (HighNote, 1999)
- A Lil' Somethin' Somethin' – The Best of the Muse Years (compilation, 32 Jazz, 2000).
- Someday avec J.D. Allen III, Carlton Holmes, Geoge Mitchell (HighNote, 2001)
- The Soul Sessions by Joss Stone (S-Curve, 2003)
- Music for the New Millenium avec J.D. Allen III, Carlton Holmes, George Mitchell (Sacred Sounds, 2005)
- Another Lifetime avec Mike Stern et Doug Carn, et comme invités Joe Lovano, Vernon Reid, Patrice Rushen, Benny Rietveld et David Santos (4 Q, 2010)
- Organ Monk avec Greg Lewis et Ron Jackson (Greg Lewis Music, 2010)
- Spectrum Road avec Jack Bruce, Vernon Reid et John Medeski (Palmetto, 2012)
- Power of Peace avec Carlos Santana et The Isley Brothers (Sony Legacy, 2017)

### Avec Wallace Roney
- Intuition, avec Kenny Garrett, Gary Thomas, Mulgrew Miller et Ron Carter (Muse, 1988)
- The Standard Bearer, avec Gary Thomas, Mulgrew Miller, Charnett Moffett et Steve Berrios (Muse, 1989)
- Obsession, avec Gary Thomas, Donald Brown et Christian McBride (Muse, 1990)

## Équipement
Kit actuel : Gretsch USA Custom
- 18" x 14"
- 14" x 6.5" caisse claire
- 12" x 8"
- 14" x 14"

Cymbales : Istanbul Agop
- 15" Hi-Hat
- 18" Crash
- 16" Crash
- 22" Ride
- 20" Crash/Ride

Baguettes : Vic Firth
Peaux : Remo